# Gare de Ngaoundal
La gare de Ngaoundal est une gare ferroviaire, au Cameroun, du Transcamerounais. C'est la halte la plus importante sur le trajet, elle est située au sud de la ville de Ngaoundal.

## Situation ferroviaire
La gare de Ngaoundal est située sur la section de Yaoundé à Ngaoundéré, du Transcamerounais, entre les gares de Makor et de Pangar

## Histoire
La gare est mise en service en 1973.
C'est une gare pour le fret et les voyageurs. Les femmes Mbororo séjournent aux environs de la gare de Ngaoundal pour vendre du lait.

## Service des voyageurs

### Accueil
La gare dispose d'un hall voyageurs abrité avec Guichet. Elle dispose d'une galerie marchande avec vente de souvenirs touristiques.

### Desserte
Ngaoundal est desservie par le Transcamerounais, un train de voyageurs qui circule entre Yaoundé et Ngaoundéré. Il comprend des wagons lits et des wagons de premières et secondes classes. La durée du trajet peut être très variable.

### Intermodalité
Elle dispose d'un parking pour les véhicules.

## Service des marchandises
La gare est un port sec où transitent des marchandises. Elle dispose de terminaux et d'un parking pour les camions et le transport lourd.